# Yidalpta selenalis
Yidalpta selenalis là một loài bướm đêm trong họ Erebidae.